# 徳島県教組業務妨害事件
徳島県教組業務妨害事件（とくしまけんきょうそぎょうむぼうがいじけん）は、2010年（平成22年）4月14日、日本の保守系市民団体「在日特権を許さない市民の会」（在特会）・「チーム関西」に所属する活動家ら19名が、徳島県教職員組合（徳島県教組）による四国朝鮮初中級学校への寄付に抗議すると称して組合事務所内に侵入し、組合員2名を怒鳴りつけるなどしながら動画配信を行い、威力業務妨害罪などに問われた事件。 7名の逮捕者を含む参加者19名全員が書類送検され、最終的に起訴された9名全員が有罪判決を受けた。また、同事件について徳島県教組が起こした民事訴訟では、2016年11月2日の最高裁判決で在特会側の敗訴が確定した。

## 事件に至るまでの経緯

### 子ども救援カンパ・トブ太カンパ
2009年（平成21年）6月、日本教職員組合（日教組）は貧困下にある子どもとその家庭を支援するため「子ども救援カンパ」を募集すると発表した。カンパの使途については公式サイト上に、
と明記した上で、同ページ上に振込用口座番号を掲載し、寄付を募った。また本部やいくつかの傘下単組では街頭募金活動を行ったが、徳島県教組のように街頭に立たず組合員からのみ募金を集める単組も見られた。
募金活動は2010年（平成22年）2月末まで続けられ、約1億7600万円が集められた。ここから宣伝経費を差し引いた残りのうち、あしなが育英会に約7200万円が、上部団体である日本労働組合総連合会（連合）が実施していた「雇用と就労・自立支援カンパ」（通称「トブ太カンパ」）に1億円が、それぞれ寄付された。
連合では日教組や他の加盟労組から集めたこれらのカンパを元手に就労・修学支援などを目的とするNPO等への事業助成を行っていた。徳島県教組は2009年（平成21年）の第3期助成事業として「在日朝鮮学校に通う子どもへの修学支援事業」を申請し、同年7月1日付で150万円の助成を認められたため、助成金を四国で唯一の朝鮮学校である四国朝鮮初中級学校に寄付した。なお日教組傘下の単組を通じて申請を行い助成が認められた30事業のうち、徳島県教組の事業を含む7事業で傘下単組が事業主体として直接助成を受けていた。

### 反日教組陣営による批判
「子ども救援カンパ」の最終報告が行われた直後の2010年（平成22年）3月18日、日教組批判の急先鋒として知られる義家弘介参議院議員（後に衆議院議員、自民党）が参議院予算委員会でこのカンパを取り上げ、「街頭に立ったりした教師は、育英会の活動にプラスになるとの思いだったことが聞き取り調査でも明らかだ」と述べて連合の「トブ太カンパ」への寄付を批判した。
同じく日教組に批判的な産経新聞が翌日の記事でこの発言を報じ、加えて徳島県教組が朝鮮学校に通う子どもへの支援として150万円を受け取ったことにも言及した。この報道を受けた一部のネットユーザーが「日教組による募金詐欺・横領だ」などと主張し、匿名掲示板「2ちゃんねる」に複数のスレッドが立てられるなど批判の動きが強まった。

### 在特会による抗議計画
これらの批判を聞きつけた在特会京都支部運営の西村斉らは徳島県教組への抗議行動を計画し、2010年（平成22年）4月4日、在特会の公式サイト上に「国民の善意を踏みにじる募金詐欺組織のネコババ日教組を許さない！」と題した抗議計画の情報を掲載し、参加者を募った。抗議は在特会京都支部の主催、在特会を中心とした関西の右派系市民活動家の集まりであるチーム関西の協力で行われる運びとなった。

## 事件当日
2010年（平成22年）4月14日午後1時頃、在特会京都支部運営・主権回復を目指す会（主権会）関西支部幹事の増木重夫を筆頭に、チーム関西代表の荒巻靖彦、在特会副会長兼大阪支部長川東大了、いずれも在特会会員である30代の女、10代の男、20代の男、チーム関西のカメラマン、日本シルクロード科学倶楽部副会長の中曽千鶴子など合計19名が、徳島県教組の事務所が置かれている徳島県教育会館前の路上に集合した。
増木らは当初会館前の路上で街宣活動を行っていたが、午後1時15分頃になって突然館内に立ち入り、うち16名が建物2階の組合事務所内に侵入して以下のような言動に及んだ。
これらの言動について、現場に居合わせた書記長は後に「教研集会のたびに右翼団体の抗議は目にしていたが、それと比べても常軌を逸していた」と語っている。
110番通報を受けて警察官が駆けつけたが抗議活動は収まらず、侵入から約20分後、「日本が嫌なら脱日せよ」と題した宣言文を読み上げてから参加者らは事務所を退去した。抗議活動の一部始終は動画配信サイトで生中継されたほか、翌日までに撮影を担当したGらによって動画投稿サイト「YouTube」「ニコニコ動画」に動画形式でアップロードされている。

## 事件後の動き

### 徳島県教組側
事件から一週間後の2010年（平成22年）4月21日、徳島県教組は事件参加者のうち顔と名前を特定できた8名について、威力業務妨害などの容疑で徳島西警察署に刑事告訴した。また日教組は同日付で書記長談話を発表し、事件に対して強く抗議するとともに、徳島県教組の取り組みを全面的に支持することを表明した。
なお保守系の教職員組合である全日本教職員連盟（全日教連）の傘下にあり、徳島県内の教職員組合としては最大勢力を誇る徳島県教職員団体連合会（徳教団）は、参加者らが起訴された後の11月22日付で、「徳教団は反日教組の立場だが、徳島県教組とは今後も信頼関係に基づいて互いに協力していくという姿勢に変わりはなく、どのような主義や主張であっても法を逸脱した行為は許容しない立場である」との事務局長談話を発表している。

### 抗議者側
徳島県教組からの刑事告訴に対し、在特会側も日教組・徳島県教組を詐欺容疑で刑事告発したが不受理とされた。
また、2010年（平成22年）4月27日には事件関与者のうち増木と川東、他数名が徳島県庁で記者会見を行い、「徳島県教組は募金詐欺を働き、北朝鮮系の反日団体に金を送った。抗議は当然のことだ」などと述べた。これと並行して記者会見当日に在特会東京支部が日教組本部前で、翌4月28日に同京都支部が徳島県庁前で、それぞれ抗議街宣を行った。
川東はのちに自身のブログでこう語っている。
他方で、参加者側からも過激な抗議活動を行ったことへの懸念や批判の声が上がり始めた。参加者の一人であるDは徳島県教組による告訴の翌日に自身のブログで「抗議の前々日に過激な行動は控えようと申し合わせたのにこんなことになってしまった。これでは支持も広がらないし、増木はもう少し頭を使って欲しい」とリーダー格である増木の言動を批判した。また、当時在特会と共闘関係にあり、当事件やその後の記者会見に構成員が参加していた主権会は、「今回の抗議は現行犯逮捕されてもおかしくない危険で無責任な行動であり、『行動する保守』運動に大きなダメージを与えかねない」として、本件に関与した増木・荒巻ほか1名と記者会見に参加した1名の計4名を除名処分にすると発表した。

## 刑事責任の追及

### 逮捕・起訴
2010年（平成22年）9月8日、徳島県警察本部警備部は増木・川東・荒巻他4名、計7名を威力業務妨害などの容疑で逮捕した。また9月24日にはHら残りの参加者12名も組織的な犯罪の処罰及び犯罪収益の規制等に関する法律違反（組織的威力業務妨害）などの容疑で書類送検された。
徳島地方検察庁は当初、より罰則の重い組織的犯罪処罰法違反での立件を目指していたが、在日特権を許さない市民の会の組織性を立証することは難しいとの判断から同法の適用を回避し、9月29日付で6名を威力業務妨害・建造物侵入の容疑で起訴するに留め、名誉毀損容疑については起訴猶予処分とした。またそれ以外の7名は3つの容疑全てについて起訴猶予処分となり、Gは釈放された。
起訴された6名のうち増木・川東・西村の3名は既に京都朝鮮学校公園占用抗議事件で京都地裁に起訴されていたため、3名についてのみ徳島地方裁判所で審理し、増木・川東・西村の審理は京都地裁で行うことになった。

### 刑事裁判

#### 徳島地裁
2010年（平成22年）11月17日に開かれた初公判でD・E・Fはいずれも起訴内容を認め、即日結審となった。
徳島地裁は翌12月1日、「犯行は悪質で被害者への精神的影響も大きいが、被告人らは行き過ぎた行為を認め、在特会を辞めると述べている」として、Dを懲役2年・執行猶予5年、Eを懲役8月・執行猶予4年、Fを懲役8月・執行猶予3年とする判決を言い渡した。D・E・Fはいずれも控訴せず、有罪判決が確定した。

#### 京都地裁
A・B・Cはいずれも無罪を主張したため、威力業務妨害罪と建造物侵入罪の成否が争点となった。Aらは、
- Aらの行為は正当な政治的抗議であり違法性に欠ける。また抗議は短時間で、業務妨害に該当するものではない。
- Aらは徳島県教育会館の入り口受付で立ち入りを制止されておらず、事務所への立ち入りは承諾されたと解すべきであるから、建造物侵入罪は成立しない。

などと主張したが、京都地方裁判所は審理の結果、
- Aらは狭隘な事務所に16名で押し入って職員2名を取り囲んだ上、約13分間にわたって拡声器を用いて大音量で怒号するなどし、被害者の腕や手首をつかんだり右肩を突き、机上の資料を放り投げたりサイレンを鳴らすなどしたもので、その行為に許容される余地はない。
- 上記のような抗議に対処することが組合業務の一環であるとはおよそ言えないから、建物受付で立ち入りを制止されなかったとしても、組合事務所への立ち入りが承諾されたと考える余地はない。

と判断し、威力業務妨害罪・建造物侵入罪の成立を認めた。また京都朝鮮学校公園占用抗議事件についてもA・B・Cを有罪とした。
その上で、犯行態様が悪質であるにもかかわらずAらには反省の様子が見られないと指摘しつつも、3名とも見るべき前科がなく今後は活動手法を改める旨述べているという事情も認められるとして、2011年（平成23年）4月21日、Aを懲役2年・執行猶予4年、B・Cを懲役1年6月・執行猶予4年とする判決を言い渡した。A・B・Cは控訴せず、これにより起訴された6名全員の有罪が確定した。

### その後の動きと不起訴不当議決
2010年（平成22年）12月17日付で公安調査庁が公表した「内外情勢の回顧と展望（平成23年1月）」において当事件は京都朝鮮学校公園占用抗議事件などと共に取り上げられ、「排外的主張を掲げ執拗な糾弾活動を展開する右派系グループ」が起こした事件の一例として記載された。
公判中の2011年（平成23年）1月22日・23日に日教組の全国教研に合わせて在特会茨城支部が抗議街宣を行うなど、在特会はその後も「日教組の募金詐欺を糾弾する」という姿勢を崩しておらず、同年2月28日には「日教組による募金詐欺の被害者からの情報提供を求める」との告知を公式サイト上で発表している。
一方徳島県教組は参加者19名全員の名誉毀損容疑に対する起訴猶予処分と、G・Hの威力業務妨害・建造物侵入容疑に対する起訴猶予処分を不服として、2011年（平成23年）7月28日付で徳島検察審査会に審査申立を行った。徳島検察審査会は審査の結果、
- 名誉毀損容疑について検察官は発言の具体性に乏しいとしたが、「詐欺」などの具体的発言が行われており、さらにインターネットに動画を公開したことで二次被害が生じている。根拠のない非難で被害者が受けた精神的苦痛は大きく、不起訴は納得できない。
- G・Hの威力業務妨害・建造物侵入容疑について、Gはビデオ撮影を担当し、Hは罵声を浴びせるなど積極的に行動しており、起訴された6名と区別する理由は見当たらない。

と判断し、2012年（平成24年）6月21日付で不起訴不当の議決を下した。
これを受けて徳島県教組は7月24日、「民主主義に対する暴力行為を許さない7・24緊急報告集会」と題した集会を開催し、徳島地検に起訴を求める団体署名活動を行うことを決定した。その後、県内外の労働組合など248団体と県議ら10人が署名した「起訴を求める要請書」を9月5日付で徳島地検に提出した。

### 追加での起訴
不起訴不当議決を受けて再捜査を進めていた徳島地検は公訴時効直前の2013年（平成25年）3月29日、威力業務妨害幇助・建造物侵入の容疑でGを、威力業務妨害・建造物侵入の容疑でHを、それぞれ起訴した。その一方で参加者19名全員の名誉毀損容疑については不起訴の判断を維持した。同年12月25日、徳島地裁は求刑通り、Gに罰金20万円、Hに罰金30万円の判決を下した。裁判長は判決理由のなかで「正当な抗議活動として許される範囲を甚だしく逸脱し言論の自由 の範囲とも認められない」と述べた。

## 民事訴訟
徳島県教組は2013年8月6日、県教組と書記長（当時）の女性が在日特権を許さない市民の会の1団体と10人の個人に対して1683万円の損害賠償及び慰謝料を請求する民事訴訟を、徳島地方裁判所に提起した。一方、在特会側は「刑事告訴から3年経過してからの提訴で、損害賠償請求権は時効で消滅した」と主張していた。2015年3月27日、徳島地裁は在特会などに計約231万円の賠償を命じた。在特会の威力業務妨害が人種差別に根ざすものと裁判所が認めなかったため、また在特会は賠償認容を不服として、双方が控訴。
2016年4月25日の控訴審判決で高松高等裁判所は、原告側の主張を認め、賠償認容額をほぼ2倍とする判決を言い渡した。
2016年11月2日、最高裁第3小法廷は1日付けで在特会の上告を退け、賠償額を増額した2審高松高裁判決が確定した。